# Citrulina

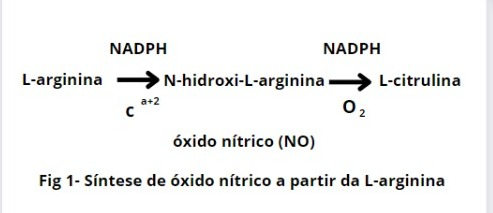
Síntese de óxido nítrico em células endoteliais, macrófagos e também no cérebro.

## Citrulina

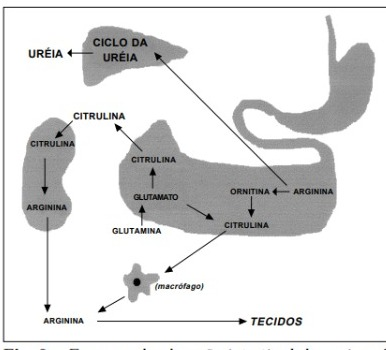
FILHO, RF et al.Fig. 2 – Esquema da absorção intestinal da arginina. A arginina é absorvida diretamente ou pode ser transformada em ornitina e citrulina. A arginina absorvida diretamente vai para o Ciclo da uréia.
A citrulina é transportada para os rins onde é substrato da neosíntese de arginina. Em algumas células, como macrófagos, a citrulina é transformada em arginina.

A citrulina é um aminoácido não proteinogênico, sendo produzido nas proteínas que o contém a partir da arginina, por um processo enzimático. L-Citrulina é um aminoácido não essencial, ou seja, nosso corpo é capaz de produzir. Ela encontrada principalmente na melancia (Citrullus vulgaris) . Ela participa do ciclo da uréia, processo que ocorre principalmente no fígado. Este composto tem demonstrado efeitos benéficos para praticantes de atividade física e atletas, pois ele é o precursor do NO (óxido nítrico), um potente vasodilatador reduzindo a pressão arterial e melhorando a oxigenação para todo o corpo. Tendo em vista o possível potencial efeito ergogênico da citrulina, além de ser obtido pelo consumo de suco de melancia,  são fabricados em forma de suplementos incluindo L-citrulina pura e a L-citrulina com malato (ou ácido málico)- um sal encontrado na maçã.

## Síntese
No metabolismo, sua síntese começa a partir da arginina, que é um aminoácido semi essencial, isso significa que em condições apenas de catabolismo sendo doenças ou lesões tendem a diminuir. A arginina participa do ciclo da uréia, na síntese de creatina e fornece ornitina para síntese de poliaminas. Então, proteínas são ingeridas pela dieta, estas serão degradadas até a arginina, que pode ser diretamente absorvida, ou transformadas pelo epitélio intestinal em ornitina que, juntamente com a glutamina secretada como glutamato, são convertidas em citrulina. No rim, citrulina absorvida se transforma em arginina novamente. A arginina se distribui pelo corpo e em células endoteliais, macrófagos e também no cérebro, com a presença do NADPH + H+,  se tem a atuação da enzima NOS (óxido nítrico sintase), sendo necessário o BH4 (tetraidrobiopteria), para hidroxilação da arginina, formando NADP+ e NO (figura 1). Desta forma,  entende-se que a Citrulina aumenta de forma indireta a síntese de óxido nítrico.

## Metabolismo Citrulina, Arginina e óxido nítrico
A citrulina e a arginina participam do ciclo da ureia. Com isso, L-citrulina no rim pode ser convertida em L-arginina, que é um substrato para a síntese de óxido nítrico (NO). A suplementação oral de L-citrulina pode aumentar as concentrações plasmáticas de L-arginina e amplificar a sinalização dependente de NO de maneira dosedependente. Estudos mostram que a suplementação de citrulina aumentou os níveis de NO no sangue e disponibilidade de arginina no plasma para síntese de NO. O NO não é apenas um potente vasodilatador, mas também um regulador de múltiplas funções fisiológicas dos músculos esqueléticos, como captação e oxidação de glicose, aumento no número de mitocôndrias, funções contráteis e reparo muscular, via ativação de células satélites e liberação de fatores miotróficos. Como o NO está envolvido na função contrátil e no reparo do músculo, a produção aumentada de NO através da suplementação de citrulina melhora a força e também tem aspectos positivos no ganho de massa muscular. Para entender os efeitos da citrulina no metabolismo, é essencial que se tenha o conhecimento do óxido nítrico, pois a suplementação gira em torno dos benefícios dessa molécula para a saúde humana. O óxido nítrico é uma molécula gasosa simples, com uma meia vida curta de menos de dez segundos  devido à sua rápida oxidação a nitrito e nitrato. Essa molécula atua na memória e no aprendizado, podendo também ter ações endócrinas, autócrinas e parácrinas.  Também, necessário salientar, sua ação na imuno-regulação está presente na inflamação e nos mecanismos de autoimunidade. 
As funções do NO até hoje descobertas são complexas e antagônicas. Um aspecto marcante desta molécula é a sua capacidade de ser benéfica ou potencialmente tóxica   conforme a concentração ou depuração tecidual. Alguns autores, como Schmidt, denominam muito apropriadamente o NO como uma “faca de dois gumes” (double-edged sword), para entender melhor, a tabela abaixo resume melhor sua função: 
'Tabela 1- Efeitos no NO (óxido nítrico) como mensageiro ou toxina  no mesmo tecido, conforme concentração tissular relativa'
|                         | NO como mensageiro | NO como toxina                                                                                                  |
| ----------------------- | --- | --- |
| Tecido vasos sanguíneos | Antitrombótico, proteção à isquemia, antiaterosclerótico, inibição de proliferação do músculo liso, antiadesivo plaquetário. | Choque séptico, inflamação, sídrome de reperfusão após isquemia, estravazamento microvascular, arteriosclerose. |
| Corações                | Perfusão coronariana, inotrópico negativo, diminuindo a pressão arterial                                                     | Choque séptico, síndrome de reperfusão após isquemia.                                                           |
| Pulmões                 | Manutenção ventilação-perfusão, motilidade bronquiolar, secreção de muco, defesa imune                                       | Alveolite autoimune                                                                                             |
| Rins                    | Feed-back túbulo-glomerular, perfusão glomerular, secreção de renina                                                         | Glomerulonefrite.                                                                                               |
| SNC                     | Melhora o fluxo sangüíneo, evita isquemia, secreção neuroendócrina, controle visual e olfativo                               | Neurotoxicidade, aumento irritabilidade (pró-convulsivo), enxaqueca, hiperalgesia.                              |
| Pâncreas                | Secreção endócrina/exócrina                                                                                                  | Destruição de células β.                                                                                        |
| Intestino               | Fluxo sangüíneo, peristaltismo, secreção exócrina, proteção de mucosa, antimicrobiano, antiparasitário.                      | Dano de mucosa (hemorragia digestiva), mutagênese.                                                              |
| Tecido imunológico      | Antimicrobiano, antiparasitário, antitumor                                                                                   | Autotransplante, doença do enxerto-hospedeiro, inflamação, choque séptico, dano tissular.                       |

## Suplementação da citrulina no esporte
Importante reforçar que estudos atuais têm mostrado benefício no ganho de força e massa muscular na suplementação da arginina . Entretanto, o efeito da suplementação da citrulina é ambíguo em muitos estudos relacionado ao ganho de massa magra, por isso são necessários mais estudos para comprovar sua eficácia. 

Efeitos no organismo/ função fisiológica da Citrulina 
| Função fisiológica                                                      | Uso médico potencial |
| Precursor de óxido nítrico (NO)                                         | Reduz a pressão arterial na hipertensão Vasodilatador para hipertensão pulmonar Melhora da disfunção erétil.                              |
| Aumento da síntese de proteínas                                         | Apesar de não aumentar a massa magra, neutraliza o estado de sarcopenia.                                                                  |
| Melhoria da reciclagem de arginina                                      | Melhor função das células T |
| Eliminador de radicais hidroxila Redução da inflamação induzida por LPS | Melhora a capacidade das redes neuronais durante o envelhecimento. Atenua a doença hepática gordurosa não alcoólica induzida por frutose. |

## Biomarcador de função intestinal
L-citrulina também é liberada pelos enterócitos . Sendo possível, em caso de níveis plasmáticos reduzidos, funcionar como biomarcador em casos de função intestinal prejudicada. Sendo assim, esse aminoácido pode servir como biomarcador da integridade intestinal. Além disso, tem se também o estresse oxidativo que induz a citrulinação de proteínas e os anticorpos contra proteínas anticitrulinadas sendo úteis para monitorar doenças reumatóides caracterizadas por dor e inflamação nas articulações.

## Contra indicação
Pessoas podem ter intolerância a alimentos com este aminoácido, como melancia, de onde foi primeiramente isolado. 80% dos pacientes de artrite reumatoide e pessoas com deficiências genéticas chamadas de citrulinemia possuem esta intolerância.
A citrulinemia é caracterizada por uma mutação no gene responsável (ASS1) pela síntese da argininosuccinato sintetase que é uma enzima limitante do ciclo da ureia. As variantes clássicas estão associadas com a forma neonatal/infantil, que levam a hiperamonemia e a morte se o tratamento não for iniciado. Os sintomas iniciais dos transtornos do ciclo da uréia incluem deterioração neurológica com leve ou moderado dano hepático.